# Élections législatives grecques de 1956
Les élections législatives grecques du 19 février 1956 donnent une majorité absolue stable, 165 sièges à l'Union nationale radicale.